# Mandeep Dhaliwal
Pour les articles homonymes, voir Dhaliwal et Dhaliwal (patronyme).
Mandeep Dhaliwal, est un homme politique canadien en Colombie-Britannique. Il est député provincial conservateur de la circonscription britanno-colombienne de Surrey North depuis 2024,.

## Biographie
Immigrant au Canada avec sa famille durant sa vingtaine à Surrey, il devient propriétaire de la Fixman Auto Glass Repair et de la Fixman Auto Glass Supplier dans cette même ville. Dhaliwal complète un Bachelor of Arts en études indiennes et excelle dans la pratique du kabaddi, un sport populaire du Penjab.
Il vit toujours à Surrey avec sa femme Pawan et son fils Diltaj.

## Carrière politique
Élu conservateur et siégeant dans l'opposition officielle, il est critique en matière de Droits parentaux et de Sports.